# Ганнинг, Джессика
Джессика Фэй Ганнинг (англ. Jessica Faye Gunning; род. 1 января 1986, Холмфирт, Великобритания ) — английская актриса, наиболее известная по ролям в сериалах «Белая горячка» (2012), «Что осталось» (2013), «Назад» (2017—2021) и «Вне закона» (2021—2024), а также «Оленёнок» (2024), за которую получила премии «Эмми», «Золотой глобус» и BAFTA.

## Биография
Родилась 1 января 1986 года в Холмфирте, Уэст-Йоркшир . Училась в средней школе Холмфирта близ Хаддерсфилда, затем поступила в колледж Роуз Бруфорд, который окончила в 2007 году.

### Карьера
Начала профессиональную карьеру выступлениями на сцене Королевского национального театра, появившись в таких постановках, как «Много шума из ничего» и «Майор Барбара».
В 2008 году получила роль на телевидении, сыграв в эпизоде «Соучастники» сериала «Доктор Кто». Также появилась в одной из серий ромкома «Общие друзья», после чего получила постоянную роль в сериале «Закон и порядок: Лондон». Помимо этого Ганнинг появилась в комедии «Жизнь Райли», а также сыграла Браниту в пилотном эпизоде сериала «Лиззи и Сара», за сценарий которого отвечали Джулия Дэвис и Джессика Хайнс.
В 2012 году сыграла Орлу в телесериале Би-би-си «Белая горячка». За этим последовала роль Мелиссы Янг в драме «Что осталось». В 2013 году Ганнинг появилась в одном из эпизодов сериала «Отличный вечер», а годом позже — фильме «Гордость», получившим номинации на премии BAFTA и «Золотой глобус». В 2014 году Ганнинг вошла в актёрский состав телефильма «В тот день, когда мы пели», автором сценария и режиссёром которого выступила Виктория Вуд.
В числе других телевизионных работ Ганнинг фигурируют небольшие роли в сериалах «Скандальная леди W», «Фортитьюд», «Главный подозреваемый 1973», «В темноте» и «Государство». В 2019 году она поучаствовала в постановке Королевского национального театра «Когда мы достаточно измучили друг друга» (сценариста Мартина Кримпа и режиссёра Кэти Митчелл), где одной из её партнёрш была Кейт Бланшетт.
В течение четырёх лет Ганнинг играла роль Джен в комедии «Назад» на телеканале Channel 4, а в 2021 году появилась в образе Дианы Пемберли в сериале BBC One «Вне закона», созданном Стивеном Мерчантом. Впоследствии Ганнинг вернулась к своей роли во втором и третьем сезонах проекта, поучаствовав в написании сценария для одного их эпизодов третьего сезона.
В 2024 году Ганнинг сыграла Марту Скотт в драматическом триллере Netflix «Оленёнок», которая принесла её статуэтку «Эмми» в номинации «Лучшая актриса в мини-сериале или фильме».

## Личная жизнь
Ганнинг — лесбиянка, о чём рассказала своей семье и друзьям в ноябре 2022 года. Она подтвердила свою сексуальную ориентацию в интервью 2024 года, назвав себя «упитанной старой лесбиянкой». Обсуждая свой каминг-аут, Ганнинг сказала, что для неё это было «мега, мега-событием», добавив, что, хотя она была «окружена геями» и что «все [её] друзья — геи», поэтому она «ничего не подавляла», просто никогда не думала, что может быть лесбиянкой.

## Фильмография
| Год        |     | Русское название           | Оригинальное название      | Роль                                                             |
| ---------- | --- | -------------------------- | -------------------------- | ---------------------------------------------------------------- |
| 2007       | с   | Это Адам и Шелли           | It's Adam and Shelley      | Скарлет (1 эпизод)                                               |
| 2008       | с   | Доктор Кто                 | Doctor Who                 | Стейси Кэмпбелл (эпизод: «Соучастники»)                          |
| 2008       | с   | Закадычные друзья          | Mutual Friends             | Марика                                                           |
| 2009—2010  | с   | Жизнь Райли                | Life of Riley              | Энни (3 эпизода)                                                 |
| 2009—2014  | с   | Закон и порядок: Лондон    | Law & Order: UK            | Анджела (29 эпизода)                                             |
| 2010       | тф  | Лиззи и Сара               | Lizzie and Sarah           | Бранита                                                          |
| 2010       | с   | Врачи                      | Doctors                    | Энн Тернбулл (эпизод: «Daddy's Home»)                            |
| 2011       | с   | Холби Сити                 | Holby City                 | Гвен Бишоп (эпизод: «Blue Valentine»)                            |
| 2012       | с   | Белая горячка              | White Heat                 | Орла (6 эпизодов)                                                |
| 2012       | с   | Хлолпушки                  | Little Crackers            | Матрон (эпизод: «Caroline Quentin's Little Cracker: Nutcracker») |
| 2012       | кор | Дух из машины              | Ghost in the Machine       | Норин                                                            |
| 2013       | с   | Большая ночь               | Great Night Out            | Саммер (1 эпизод)                                                |
| 2013       | с   | Что осталось               | What Remains               | Мелисса Янг (4 эпизода)                                          |
| 2013       | с   | На районе                  | Common Ground              | Эмма (эпизод: «Fergus & Crispin»)                                |
| 2014       | ф   | Гордость                   | Pride                      | Сайан Джеймс                                                     |
| 2014       | тф  | В тот день мы пели         | That Day We Sang           | Паулина                                                          |
| 2015       | тф  | Скандальная леди У         | The Scandalous Lady W      | Мэри Сотби                                                       |
| 2015       | с   | Ржавые копы                | Top Coppers                | Агент Ромеро (эпизод: «The Twist of the French Nicker»)          |
| 2015, 2018 | с   | Фортитьюд                  | Fortitude                  | Ширли Аллердайс (10 эпизодов)                                    |
| 2015, 2024 | с   | Внутри девятого номера     | Inside No. 9               | гость вечеринки (2 эпизода)                                      |
| 2016       | с   | Иерихон                    | Jericho                    | Мэйбл (5 эпизодов)                                               |
| 2016       | ф   | Любовь гуще воды           | Love Is Thicker Than Water | Эмили                                                            |
| 2017       | с   | Городские легенды          | Urban Myths                | офицер (эпизод: «Bob Dylan: Knocking on Dave's Door»)            |
| 2017       | с   | Главный подозреваемый 1973 | Prime Suspect 1973         | полицейская Кэт Морган (6 эпизодов)                              |
| 2017       | с   | В темноте                  | In the Dark                | детектив Софи Карсон (4 эпизода)                                 |
| 2017       | с   | Государство                | The State                  | Umm Walid (4 эпизода)                                            |
| 2017       | тф  | А как же Барб?             | What About Barb?           | Барб                                                             |
| 2017—2021  | с   | Назад                      | Back                       | Джан (12 эпизодов)                                               |
| 2018       | с   | Супермаркет                | Trollied                   | Донна Калабрезе (7 эпизодов)                                     |
| 2018       | с   | Страйк                     | Strike                     | Холли Брокбэнк (2 эпизода)                                       |
| 2018       | с   | Ловушка для туристов       | Tourist Trap               | Максин (1 эпизод)                                                |
| 2019       | с   | МатьОтецСын                | MotherFatherSon            | Пэм (3 эпизода)                                                  |
| 2019       | кор | Русалка из Мевагисси       | The Mermaid of Mevagissey  | Несса                                                            |
| 2020       | с   | Истории на изоляции        | Isolation Stories          | незнакомка (эпизод: «Mel»)                                       |
| 2020       | ф   | Страна солнца              | Summerland                 | миссис Бассетт                                                   |
| 2021—…     | с   | Вне закона                 | The Outlaws                | Диана Пемберли (17 эпизодов)                                     |
| 2024       | с   | Оленёнок                   | Baby Reindeer              | Марта Скотт                                                      |
| 2025       | ф   | Кристоферы                 | The Christophers           |                                                                  |
|            | ф   | Волшебное дерево           | The Magic Faraway Tree     | леди Уошалот                                                     |